# Joachim du Bellay
Joachim du Bellay (ur. 1522 w Liré, zm. 1 stycznia 1560 w Paryżu) – francuski poeta okresu renesansu. Wraz z Pierre'em Ronsardem założył grupę poetycką Plejada.
Joachim du Bellay urodził się w zamku Turmelière w bogatej rodzinie, z której wywodzili się kardynałowie i dyplomaci, ale zanim skończył 10 lat, został sierotą i od tego czasu opiekował się nim brat. Według jego własnych relacji, dzieciństwo miał smutne i wypełnione samotnością.
W wieku około dwudziestu lat zupełnie przypadkowo miał spotkać Pierre'a Ronsarda (legenda głosi, że spotkali się na pogrzebie Guillaume'a du Bellay, stryja poety, którego śmierć uniemożliwiła Joachimowi zrobienie kariery wojskowej). W latach 1545–1546 studiował prawo w Poitiers, później przeniósł się do Paryża, gdzie wraz z Ronsardem studiowali dzieła starożytnych poetów w kolegium Coqueret, pod kierunkiem Jeana Dorata. W 1549 roku stworzyli grupę o nazwie Brygada (fr. Brigade), która cztery lata później zmieniła nazwę na Plejada. Artyści ci chcieli bronić pozycji języka francuskiego wobec dominacji wszechobecnej łaciny, rozwijać jego literaturę i wzbogacać słownictwo.
W 1551 r. du Bellay został opiekunem małoletniego bratanka, co uwikłało go w długoletnie procesy spadkowe; ujawniły się też problemy zdrowotne, które miały doprowadzić do jego przedwczesnej śmierci. W latach 1553–1557 przebywał w Rzymie jako sekretarz kardynała Jeana du Bellay - kuzyna swojego ojca i sławnego dyplomaty. Po początkowym entuzjazmie, spowodowanym pobytem w starożytnym mieście, poeta mocno się nim rozczarował i zawiódł. Wyraz tym uczuciom dał w zbiorze 191 sonetów, zatytułowanych Żale (Les Regrets). Ich opublikowanie po powrocie do Paryża poróżniło poetę z kardynałem du Bellay, którego gniewały szczególnie sonety opisujące nieobyczajne postępowanie papieży Juliusza III i Pawła IV i członków kurii rzymskiej.
Joachim du Bellay został pochowany w katedrze Notre-Dame w Paryżu, ale jego nagrobek nie zachował się do dziś.
Podczas prac restauratorskich prowadzonych po pożarze katedry w 2019, odkryto pod podłogą transeptu antropomorficzny sakofag z ołowiu. Doglębne badania pozwoliły wysunąć hipotezę, że zawiera on zabalsamowane  szczątki poety Plejady, zmarłego na gruźlicze zapalenie opon mózgowych.

## Najważniejsze dzieła
- La Deffence et l'Illustration de la Langue Françoyse (Obrona i uświetnienie języka francuskiego), 1549.
- L'Olive et quelques autres oeuvres poëticques (Oliwia), 1549 (wyd. rozszerzone 1551).
- Les Regrets (Żale), 1558
- Divers Jeux rustiques, 1558.
- Les Antiquitez de Rome (Starożytności Rzymskie), 1558.